# محمود أباد (فولاد لوي الجنوبي)
محمود أباد (بالفارسية: محمودآباد) هي قرية تقع في إيران في أردبيل. يقدر عدد سكانها بـ 176 نسمة بحسب إحصاء 2016.